# Ralph Ravens
Ralph Ravens (c. 1553 - 1615) foi um clérigo e académico inglês. Ele foi nomeado em 1604 como um dos tradutores da Versão King James Autorizada, na Second Oxford Company, mas o seu estatuto não é claro. Consta que foi substituído, por motivos desconhecidos, e não participou efetivamente do projeto. Foi sugerido que a Second Oxford Company, na qual Richard Edes havia morrido, tinha dois substitutos, Leonard Hutten e John Aglionby. Por outro lado, Ravens pode ter participado das primeiras reuniões como um estudioso grego.